# Zitlala
Zitlala est une ville et le siège de la municipalité de Zitlala, dans l'état de Guerrero, au sud-ouest du Mexique.